# Mausoléo
Para el monumento funerario, véase Mausoleo.
Mausoléo -en corso U Musuleu- es una comuna y población de Francia, en la región de Córcega, departamento de Alta Córcega. Su población en el censo de 1999 era de 11 habitantes. Está dentro del parque natural Regional de Córcega, y es una de las cuatro poblaciones que forman la minirregión de Giunssani (Ghjunsani en corso).
La comuna, que ocupa la mayor parte del valle de Tartagine, está rodeada en sus zonas oriental y meridional por la comuna vecina de Olmi-Cappella. La separan de las comunas de Pioggiola al norte y Calenzana al oeste un cañón de montañas cuya mayor altura es la Punta Radache (2012 m s. n. m.), cubierto de pinos salgareños.

## Historia
El cronista de medieval de Córcega Giovanni della Grossa afirmó que la primera localidad en Mausoléo fue fundada por una tribu proveniente de la actual España peninsular dos siglos antes de Jesucristo, 300 metros más abajo de su emplazamiento actual, en un lugar llamado Al Piana Molino. La actual población de Mausoléo, según él, se construyó en el siglo XIV.

## Demografía
| abs. | 117 | 120 | 139 | 166 | 161 | 155 | 158 | 158 | 158 | 164 | 172 | 163 | 168 | 175 | 176 | 154 | 156 | 152 | 132 | 131 | 116 | 105 | 103 | 72 | 79 | 70 | 67 | 49 | 38 | 14 | 11 |
| Para los censos de 1962 a 1999 la población legal corresponde a la población sin duplicidades (Fuente: INSEE [Consultar]) |     |     |     |     |     |     |     |     |     |     |     |     |     |     |     |     |     |     |     |     |     |     |     |    |    |    |    |    |    |    |    |